# Варахаил (линейный корабль, 1800)
«Варахаил» — парусный 68-пушечный линейный корабль Черноморского флота Российской империи.

## История службы
Корабль «Варахаил» был заложен в Херсоне и после спуска на воду в 1801 году вошёл в состав Черноморского флота и перешёл в Севастополь.
В составе эскадры находился в практическом плавании в Чёрном море в 1802 году. В июне — октябре 1804 года во главе отряда доставил в Корфу Витебский полк, а к 5 октября вернулся в Севастополь.
Принимал участие в русско-турецкой войне. 8 апреля 1807 года в составе эскадры контр-адмирала С. А. Пустошкина с десантом на борту вышел из Севастополя к Анапе. Однако 11 апреля разыгрался сильный шторм, в результате которого многие корабли получили такие повреждения, что вынуждены были вернуться в Севастополь. 21 апреля эскадра вновь вышла из Севастополя и к 27 апреля прибыла к Анапе. 29 апреля корабли эскадры вели бомбардировку крепости, вызвав в ней пожар, и высадили десант, взявший крепость, и 12 мая вернулись в Севастополь.
31 мая «Варахаил» в составе эскадры контр-адмирала С. А. Пустошкина вышел из Севастополя. К 6 июня эскадра подошла к Трапезунду. 11 июня корабли, став на якорь, бомбардировали крепость и высадили десант. 12 июня ввиду превосходства противника в войсках десант был снят с берега, эскадра ушла в Феодосию, а 10 июля вернулась в Севастополь.
15 июня 1809 года отряд капитан-лейтенанта А. И. Перхурострова, в составе которого находился и «Варахаил» под командой капитан-лейтенанта П. А. де Додта, подошел к Анапе, бомбардировал крепость и высадил десант, взявший её. 23 июня отряд вернулся в Севастополь.
19 июня 1810 года во главе отряда корабль вышел из Севастополя к Сухум-Кале. К 9 июля пришел к крепости, стал на шпринг и начал бомбардировку береговых укреплений. 11 июля после двухдневного обстрела крепость была разрушена и взята высаженным с судов отряда десантом батальона 4-го морского полка. 5 августа вместе с кораблями отряда вернулся в Севастополь. 6 октября в составе эскадры контр-адмирала А. А. Сарычева «Варахаил» вышел из Севастополя к Трапезунду. 11 октября суда эскадры бомбардировали береговые батареи турок и высадили десант. 17 октября десант был снят с берега ввиду превосходства противника в войсках, и к 30 октября эскадра вернулась в Севастополь.
С 27 июня по 15 августа 1811 года в составе эскадры вице-адмирала P. P. Галла выходил в крейсерство в район Варна к проливу Босфор.
В 1812 году корабль находился на Севастопольском рейде для обучения экипажа. Считался ветхим, негодным к дальнему плаванию. После 1813 года «Варахаил» был разобран.

## Командиры корабля
Командирами линейного корабля «Варахаил» в разное время служили:
- В. И. Языков (1801 год);
- Ф. Ф. Мессер (1802—1804 годы);
- А. Н. Сальков (1805—1807 годы);
- П. Б. Головачев (1809 год);
- П. А. де Додт (1810 год);
- О. И. Викорст (1811—1813 годы).